# مارلا سوكولوف
مارلا سوكولوف (بالإنجليزية: Marla Sokoloff)‏ هي مغنية وموسيقية وممثلة أمريكية، ولدت في 19 ديسمبر 1980 بسان فرانسيسكو في الولايات المتحدة.

## أعمال

### مسلسلات
- تحسين المنزل
- خطوة بخطوة
- ذا براكتيس
- ذا فوسترز
- ربات بيوت يائسات

## وصلات خارجية
- مارلا سوكولوف على موقع IMDb (الإنجليزية)
- مارلا سوكولوف على موقع ألو سيني (الفرنسية)
- مارلا سوكولوف على موقع ميوزك برينز (الإنجليزية)
- مارلا سوكولوف على موقع أول موفي (الإنجليزية)
- مارلا سوكولوف على موقع قاعدة بيانات الأفلام السويدية (السويدية)
- مارلا سوكولوف على موقع إن إن دي بي (الإنجليزية)
- مارلا سوكولوف على موقع أول ميوزيك (الإنجليزية)
- مارلا سوكولوف على موقع ديسكوغز (الإنجليزية)
- مارلا سوكولوف على موقع قاعدة بيانات الفيلم (الإنجليزية)
- مارلا سوكولوف على موقع كينوبويسك (الروسية)